# Ratvaj
Ratvaj (bis 1927 slowakisch auch „Ratvajovce“; ungarisch Ratvaj) ist eine Gemeinde im Osten der Slowakei mit 163 Einwohnern (Stand 31. Dezember 2024). Sie gehört zum Okres Sabinov, einem Kreis des Prešovský kraj, sowie zur traditionellen Landschaft Šariš.

## Geographie
Die Gemeinde befindet sich am südöstlichen Hang des Čergov-Gebirges im Einzugsgebiet der Torysa. Das Ortszentrum liegt auf einer Höhe von 419 m n.m. und ist zehn Kilometer von Sabinov entfernt.
Nachbargemeinden sind Terňa im Norden und Osten, Hubošovce im Süden und Bodovce im Westen.

## Geschichte

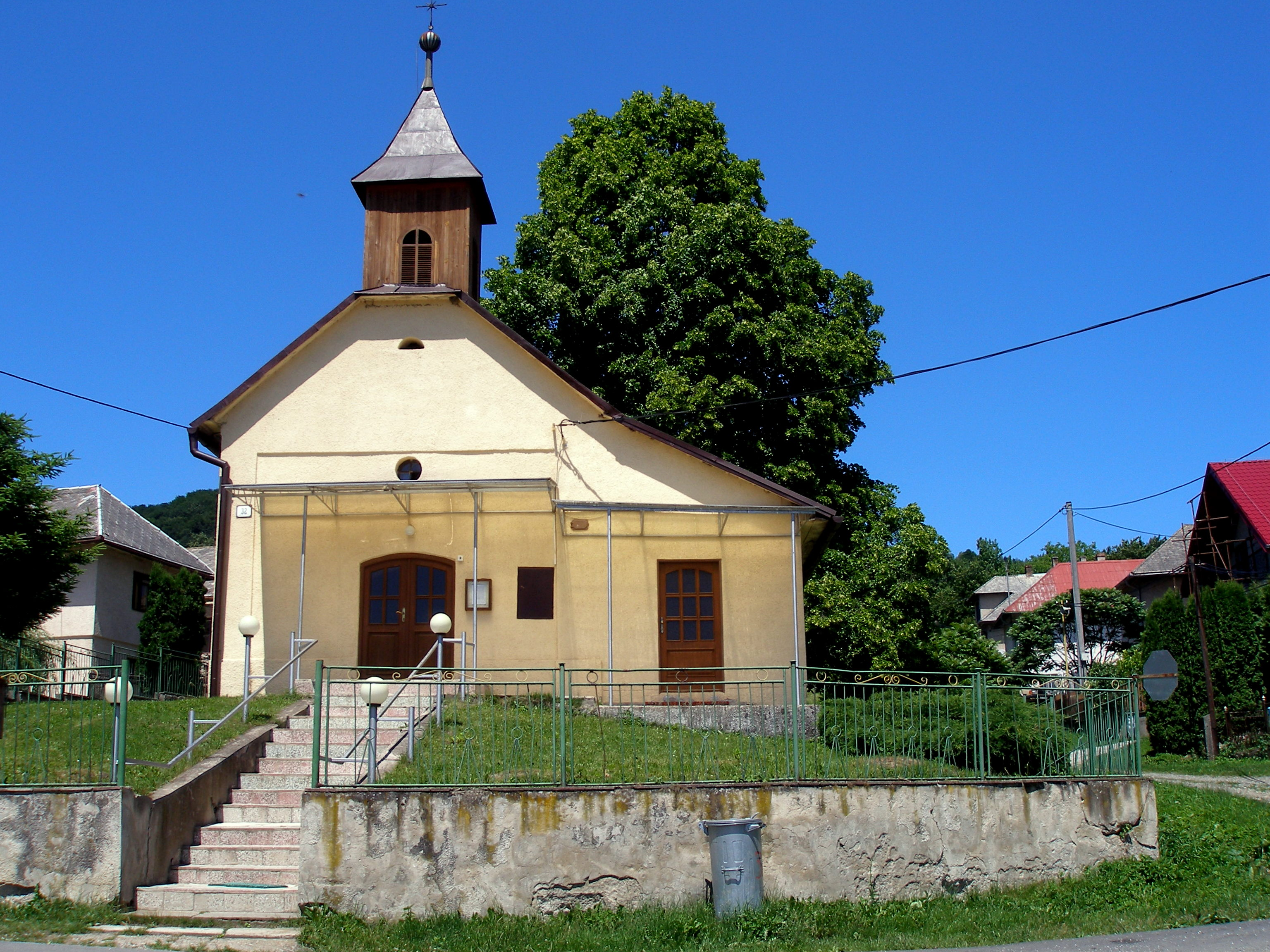
Kirche im Ort

Ratvak wurde zum ersten Mal 1374 als Rathway schriftlich erwähnt, damals als Besitz des Geschlechts Tekule. 1427 wurden bei einem Steuerverzeichnis 18 Porta verzeichnet. Später war das Dorf Besitz des Geschlechts Gombos, im 19. Jahrhundert besaß die Familie Péchy Ortsgüter. 1787 hatte die Ortschaft 17 Häuser und 130 Einwohner, 1828 zählte man 20 Häuser und 156 Einwohner, die als Landwirte beschäftigt waren. Zwischen 1850 und 1890 gab es mehrere Auswanderungswellen.
Bis 1918 gehörte der im Komitat Sáros liegende Ort zum Königreich Ungarn und kam danach zur Tschechoslowakei beziehungsweise heute Slowakei. In der ersten tschechoslowakischen Republik waren Landwirtschaft, Viehhaltung und Waldarbeit Haupteinnahmequellen der Bevölkerung.

## Bevölkerung
| Jahr                | 1994 | 2004    | 2014    | 2024     |
| ------------------- | ---- | ------- | ------- | -------- |
| Anzahl der Personen | 131  | 143     | 141     | 163      |
| Unterschied         |      | +9,16 % | −1,39 % | +15,60 % |

| Jahr                | 2023 | 2024    |
| ------------------- | ---- | ------- |
| Anzahl der Personen | 162  | 163     |
| Unterschied         |      | +0,61 % |

Nach der Volkszählung 2011 wohnten in Ratvaj 140 Einwohner, davon 138 Slowaken sowie jeweils ein Russine und ein Einwohner anderer Ethnie.
131 Einwohner bekannten sich zur römisch-katholischen Kirche, sechs Einwohner zur griechisch-katholischen Kirche und ein Einwohner zur orthodoxen Kirche. Bei einem Einwohner wurde die Konfession nicht ermittelt.

## Bauwerke und Denkmäler
- römisch-katholische Kirche Mariä Geburt